# أنجيلا بلادتسيفا
أنجيلا فيكتوروفنا بلادتسيفا (الروسية: Анбе́ла Ви́кторовна Бла́дцева؛ من مواليد 23 يوليو 2005، سانت بطرسبرغ) هي لاعبة جمباز روسية على الترامبولين. بطلة كأس روسيا. ماستير الرياضة في روسيا (2020)؛ ماستير الرياضة في روسيا من الطراز الدولي (2024). في أعوام 2017 و2018 و2019، أصبحت الفائزة في بطولة العالم للشباب. في عام 2024 فازت بلادتسيفا بالميدالية الفضية في المرحلة المؤهلة لكأس العالم في باكو، وبعد ذلك حصلت على حق التأهل إلى الأولمبياد.
في دورة الألعاب الأولمبية الصيفية 2024، ستمثل بلادتسيفا ضمن مجموعة الرياضيون المحايدون.